# Nomamyrmex
Nomamyrmex é um gênero de insetos, pertencente a família Formicidae.

## Espécies
- Nomamyrmex esenbeckii (Westwood, 1842)
- Nomamyrmex hartigii (Westwood, 1842)